# Anomis curvifera
Anomis curvifera är en fjärilsart som beskrevs av Walker 1857. Anomis curvifera ingår i släktet Anomis och familjen nattflyn. Inga underarter finns listade i Catalogue of Life.